# Olympische Sommerspiele 2020/Moderner Fünfkampf
Bei den Olympischen Spielen 2020 in Tokio wurden vom 5. bis 7. August 2021 insgesamt zwei Wettkämpfe im Modernen Fünfkampf ausgetragen. Pro Geschlecht wurde ein Wettkampf ausgetragen. Als Wettkampfstätte diente für die Wettbewerbe im Degenfechten das Musashino Forest Sport Plaza. Die Wettkämpfe im 200 m Freistilschwimmen, Springreiten und Combined (3200 m Crosslauf / Pistolenschießen) wurden im Tokio Stadion abgehalten.

## Zeitplan
| Wettbewerbe    | August | August | August |
| Wettbewerbe    | 5.     | 6.     | 7.     |
| -------------- | ------ | ------ | ------ |
| Männer         |        |        |        |
| Frauen         |        |        |        |
| Entscheidungen | 0      | 1      | 1      |

|  | Qualifikation |  | Medaillenentscheidung |

## Bilanz

### Medaillenspiegel
| Platz  | Land           | Gold | Silber | Bronze | Gesamt |
| ------ | -------------- | ---- | ------ | ------ | ------ |
| 1      | Großbritannien | 2    | –      | –      | 2      |
| 2      | Ägypten        | –    | 1      | –      | 1      |
| 2      | Litauen        | –    | 1      | –      | 1      |
| 4      | Südkorea       | –    | –      | 1      | 1      |
| 4      | Ungarn         | –    | –      | 1      | 1      |
| Gesamt | Gesamt         | 2    | 2      | 2      | 6      |

### Medaillengewinner
| Disziplin | Gold                | Silber                   | Bronze               |
| --------- | ------------------- | ------------------------ | -------------------- |
| Männer    | Joseph Choong (GBR) | Ahmed El-Gendy (EGY)     | Jun Woong-tae (KOR)  |
| Frauen    | Kate French (GBR)   | Laura Asadauskaitė (LTU) | Sarolta Kovács (HUN) |

## Ergebnisse

### Männer
| Platz | Land | Athleten        | Punkte    |
| ----- | ---- | --------------- | --------- |
| 1     | GBR  | Joseph Choong   | 1482 (OR) |
| 2     | EGY  | Ahmed El-Gendy  | 1477      |
| 3     | KOR  | Jun Woong-tae   | 1470      |
| 4     | KOR  | Jung Jin-hwa    | 1466      |
| 5     | CZE  | Martin Vlach    | 1462      |
| 6     | HUN  | Ádám Marosi     | 1461      |
| 7     | FRA  | Valentin Prades | 1458      |
| 8     | CZE  | Jan Kuf         | 1455      |

### Frauen
| Platz | Land | Athletinnen           | Punkte    |
| ----- | ---- | --------------------- | --------- |
| 1     | GBR  | Kate French           | 1385 (OR) |
| 2     | LTU  | Laura Asadauskaitė    | 1370      |
| 3     | HUN  | Sarolta Kovács        | 1368      |
| 4     | ITA  | Alice Sotero          | 1363      |
| 5     | TUR  | İlke Özyüksel         | 1350      |
| 6     | FRA  | Élodie Clouvel        | 1347      |
| 7     | LTU  | Gintarė Venčkauskaitė | 1343      |
| 8     | BLR  | Nastassja Prakapenka  | 1342      |

## Qualifikation
Athleten aus folgenden Nationen qualifizierten sich:
| Nation             | Männer | Frauen | Gesamt |
| ------------------ | ------ | ------ | ------ |
| Ägypten            | 2      | 2      | 4      |
| Argentinien        | 1      |        | 2      |
| Australien         | 1      | 1      | 2      |
| Brasilien          |        | 1      | 1      |
| Chile              | 1      |        | 1      |
| China              | 2      | 2      | 4      |
| Deutschland        | 2      | 2      | 4      |
| Ecuador            |        | 1      | 1      |
| Frankreich         | 2      | 2      | 4      |
| Großbritannien     | 2      | 2      | 4      |
| Guatemala          | 1      |        | 1      |
| Irland             |        | 1      | 1      |
| Italien            |        | 2      | 2      |
| Japan              | 1      | 2      | 3      |
| Kasachstan         | 1      | 1      | 2      |
| Kuba               | 1      | 1      | 2      |
| Lettland           | 1      |        | 1      |
| Litauen            | 1      | 2      | 3      |
| Mexiko             | 2      | 2      | 4      |
| Österreich         | 1      |        | 1      |
| Polen              | 2      | 1      | 3      |
| ROC                | 1      | 2      | 3      |
| Spanien            | 1      |        | 1      |
| Südkorea           | 2      | 2      | 4      |
| Tschechien         | 2      |        | 2      |
| Türkei             |        | 1      | 1      |
| Ungarn             | 2      | 2      | 4      |
| Ukraine            | 1      |        | 1      |
| Usbekistan         | 1      | 1      | 2      |
| Vereinigte Staaten | 1      | 1      | 2      |
| Belarus            | 1      | 2      | 3      |
| Gesamt: 31 NOKs    | 36     | 36     | 72     |